# Märtyrer
Märtyrer, auch Martyrer (von altgriechisch μάρτυς mártys, deutsch ‚Zeuge‘ bzw. μαρτύριον martýrion, deutsch ‚Zeugnis‘), sind Menschen, die um des Bekenntnisses ihres Glaubens willen leiden und dafür den Tod erdulden.
Die deutsche Übertragung Blutzeuge ist seit dem 17. Jahrhundert eingebürgert. Sie verdeutlicht den Unterschied gegenüber sogenannten Bekennern (lateinisch confessores), die für ihr christliches Bekenntnis unblutige Verfolgung wie zum Beispiel Haft und Verbannung erlitten. Als Protomärtyrer werden die jeweils ersten Märtyrer einer Region oder einer Gemeinschaft bezeichnet.

## Christentum

### Entstehung des Begriffs
Der fest geprägte Begriff Märtyrer taucht zum ersten Mal im Bericht vom Martyrium des Polykarp von Smyrna aus dem dritten Viertel des 2. Jahrhunderts auf. Die genaue Entstehung dieses fest geprägten Terminus ist noch ungeklärt.
Als sicher gilt, dass in den Schriften des Neuen Testaments martys immer den Wort- bzw. Glaubenszeugen, der vom Glauben an Jesus Christus Zeugnis ablegt, bezeichnet. Menschen, die um ihres Glaubens willen verfolgt wurden oder dafür starben, werden im Neuen Testament noch nicht als Märtyrer bezeichnet, auch wenn das, was später durch den Begriff Märtyrer beziehungsweise Martyrium beschrieben wird, schon im Neuen Testament berichtet wird (etwa beim Tod des Stephanus, Apg 7,54–60 ).
Um zu erklären, wie es zur Bezeichnung dieses Geschehens als Martyrium kommt, erwägt man unterschiedliche Einflüsse:
1. Ob die Vorstellung eines Martyrium bereits für das frühe Judentum angenommen werden kann, ist umstritten. Entsprechende Erzählungen finden sich zwar in den Makkabäerbüchern, wobei der Märtyrer dort nicht als solcher bezeichnet ist. Das Martyrium ist Folge der Treue zum Gesetz (Tora); der Tod des Märtyrers wird als Sühne für das jüdische Volk gedeutet (2 Makk 6,18–31 EU; 7 EU). Es ist aber nicht auszuschließen, dass christliches Gedankengut an diesen Stellen in die Überlieferung zur Makkabäerzeit eingeflossen ist und sie überformt hat.[5]
2. Vielfach nimmt man einen Einfluss der Philosophie der Stoa, insbesondere des Philosophen Epiktet an. Das Martyrium ist hier ein besonders intensiver Fall des Zeugnisses des Philosophen: der wahre Philosoph lebt in der Haltung der Ataraxie, der Gleichgültigkeit gegenüber allen äußeren, sinnlich-körperlichen Einflüssen auf das eigene Leben. Das kann auch bedeuten im Falle der Auseinandersetzung mit einem Herrscher, dem der Philosoph hier widersprechen muss, den Tod hinzunehmen. Zwar zeigen sich inhaltlich und formal zahlreiche Parallelen zwischen der von Epiktet vertretenen Vorstellung eines „Philosophen-Martyriums“ und dem christlichen Märtyrerbegriff. Man kann aber nicht nachweisen, dass und wie diese Vorstellung auf den christlichen Märtyrerbegriff eingewirkt hat.
3. Der Begriff martys kann im antiken Griechisch neben dem Wortzeugen auch den Tatzeugen bezeichnen. In diesem Sinne wurde der Begriff auch von Epiktet aufgegriffen. In dieser Verwendung begegnet er auch in den Schriften des Neuen Testaments (zum Beispiel Mk 6,11 EU; Lk 9,5 EU; Mt 10,18 EU; 1 Petr 5,1 EU). Daher ist es auch möglich, dass sich der christliche Märtyrer-Begriff vom allgemeinen Griechisch seiner Zeit her ableiten lässt. Dann aber muss erklärt werden, wie sich die zu Grunde liegende Vorstellung vom Tatzeugnis durch den eigenen Tod entwickelt hat.

Während im 2. Jahrhundert der Märtyrertod im Martyrium des Polykarp durch den Begriff des Martyriums bezeichnet wird, entwickeln die Ignatianen (vgl. Ignatius von Antiochia † 107–110; die Datierungen der unter seinem Namen überlieferten Briefe liegen zwischen 100 und 170) eine Theologie des Martyriums: Der Tod des Märtyrers entspricht dem Leiden und dem Tod Christi. Durch den Tod wird der Märtyrer zum Jünger Jesu, er erwirbt im Tod mit Jesus Christus die Vollendung und Auferstehung. Polykarp führt die Kreuzigung Christi als ein Zeugnis gegen die Irrlehre des Doketismus an. So könnte sich erklären, wie es zur Ausprägung des Märtyrerbegriffs kommt.
Der Märtyrertod wurde als „Bluttaufe“ bezeichnet; sie sollte die Taufe, wenn diese noch nicht stattgefunden hatte, ersetzen und sofort zur Seligkeit führen.

### Erste christliche Jahrhunderte

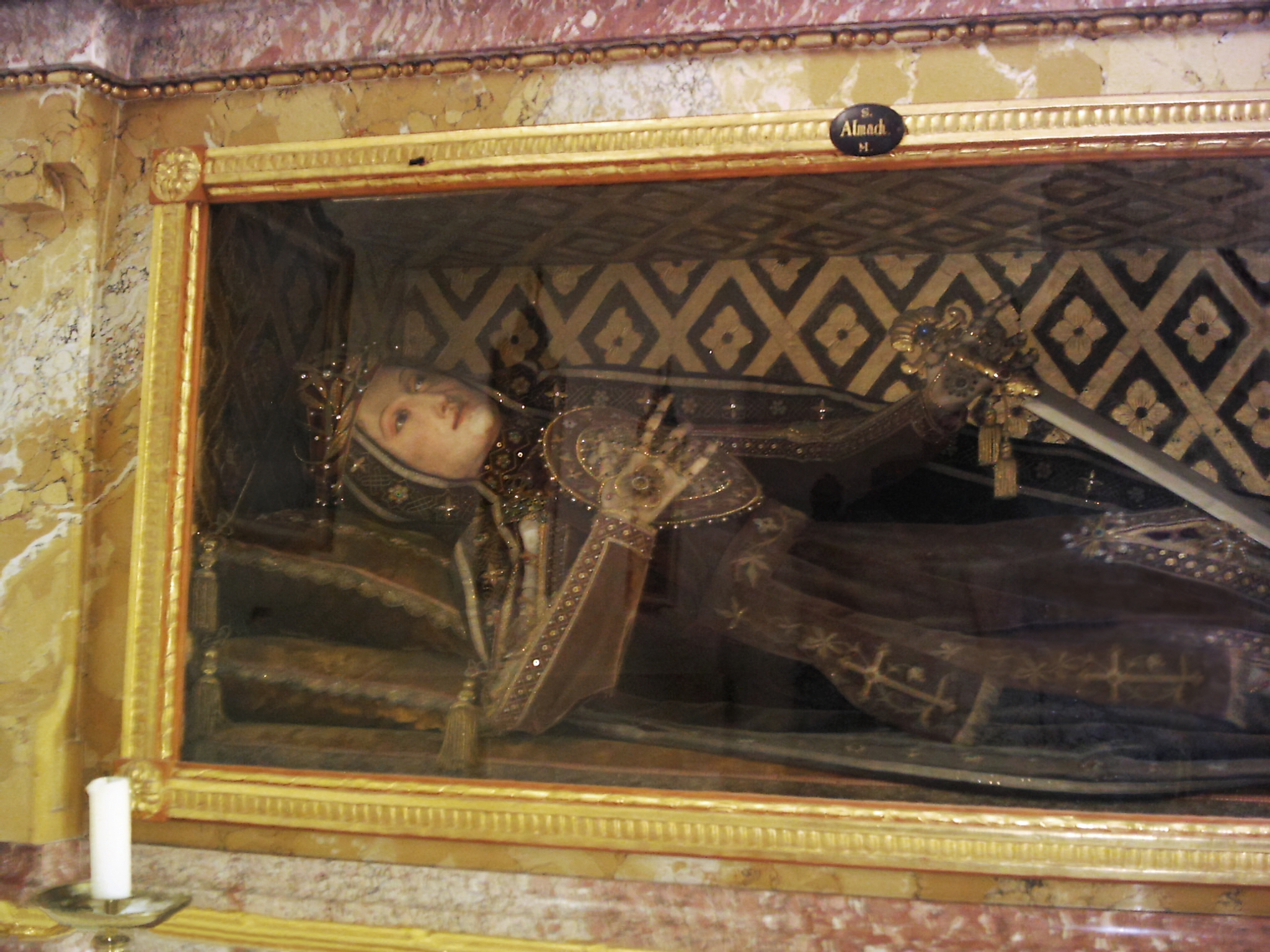
Grab des hl. Märtyrers Almachus

Der erste christliche Märtyrer, der Protomärtyrer oder Erzmärtyrer, war Stephanus, der wegen seines Glaubens ca. 36/40 n. Chr. gesteinigt wurde (Apg 7,54–60 ). Seine Ermordung war das Signal zu einer großen Verfolgung der Christen in Jerusalem, an der sich Saulus besonders eifrig beteiligte.
Von den Martyrien zahlreicher frühchristlicher Märtyrer (zum Beispiel Thekla von Ikonium, Polykarp von Smyrna, Mauritius, Perpetua und Felicitas, Scilitanische Märtyrer, Cyprian von Karthago, Maximilianus von Numidien, Marcellus von Tanger) sind Märtyrerberichte bzw. literarisch bearbeitete Akten des Prozesses überliefert. Für die ersten Jahrhunderte stellen diese oft wertvolle historische Quellen dar; die späteren, seit dem 4. Jahrhundert entstandenen Märtyrerberichte (Gesta Martyrum) sind dagegen überwiegend legendär. Viele Märtyrerschriften ab dem 4. Jahrhundert entstanden im aristokratischen Milieu und sind als Motivationsschriften für die aristokratische Jungfräulichkeit und Keuschheit zu verstehen.
In Ägypten spielte das christliche Märtyrertum eine herausragende Rolle für den Glauben, eine Tradition, die bis heute bewahrt wurde. So entwickelte sich am Grab des Soldaten Menas, der es verweigerte, den römischen Kaiser als Gott zu verehren, mit der Menasstadt das größte Wallfahrtszentrum des frühen Christentums. Wiederentdeckt wurde es durch den deutschen Archäologen Carl Maria Kaufmann im Jahr 1905. Es entstand eine herausragende kultische Anlage, die neben der von den Pilgern begehbaren Märtyrergruft sogar einen Komplex aufweist, der für den auf den altägyptischen Tempelschlaf zurückgehenden Heilschlaf genutzt wurde. Noch heute ist diese Verehrung von Menschen, die für ihren christlichen Glauben starben, in der koptischen Kirche lebendig.

### Evangelisch
Infolge der Reformation kam es vermehrt dazu, dass Christen aufgrund ihres Glaubens getötet wurden. Der Evangelische Namenkalender listet viele von ihnen auf. Im Folgenden sind, chronologisch nach ihrem Sterbedatum geordnet, einige Beispiele für evangelische Märtyrer vor diesem Hintergrund aufgeführt.

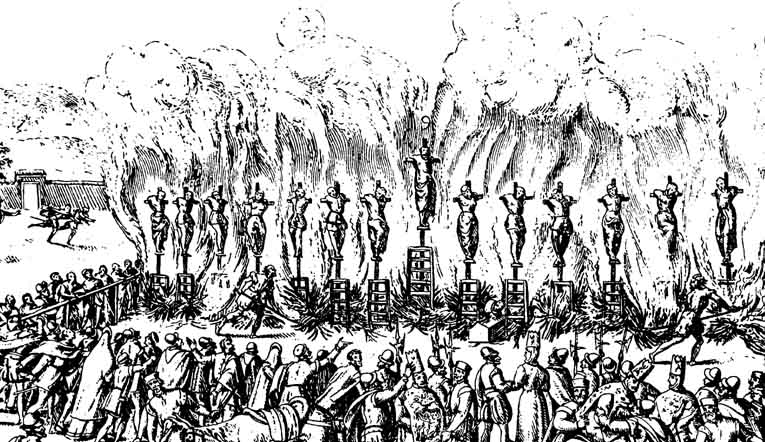
Verbrennung evangelischer Christen, darunter Antonio Herrezuelo, am 21. Mai 1559 in Valladolid

- 1415: Jan Hus, vorreformatorisch, wird aber bereits als evangelischer Märtyrer angesehen
- 1498:
  - 23. Mai: Girolamo Savonarola, wird als vorlutherischer Reformator angesehen
- 1523: Johannes van Esschen und Hendrik Vos, Augustiner aus Antwerpen, die ersten Märtyrer der Reformation
- 1524: Heinrich von Zütphen, ehemaliger Augustinerprior in Antwerpen, dann Reformator in Bremen, in Dithmarschen verbrannt
- 1527: Johann Hüglin, Frühmessner (Pfarrer) in Sernatingen, vertrat evangelische Ansichten, in Meersburg verbrannt
- 1529: Adolf Clarenbach, Lehrer, und Peter Fliesteden, in Köln hingerichtet
- 1546: Pierre Leclerc, Wollkämmer in Meaux, evangelischer Hauptpastor, mit 14 Gefährten lebendig verbrannt
- 1553:
  - 16. Mai: Fünf Märtyrer von Lyon, nach Abschluss ihres Theologiestudiums im calvinistischen Lausanne in Lyon verbrannt
  - 5. September: Giovanni Mollio, Franziskaner, Theologieprofessor in Bologna und Reformator, mit dem Weber Tisserano verbrannt
- 1555: Laurence Saunders, Prediger in Northampton, wandte sich gegen die Religionspolitik Marias I., in Coventry verbrannt

- 1559:

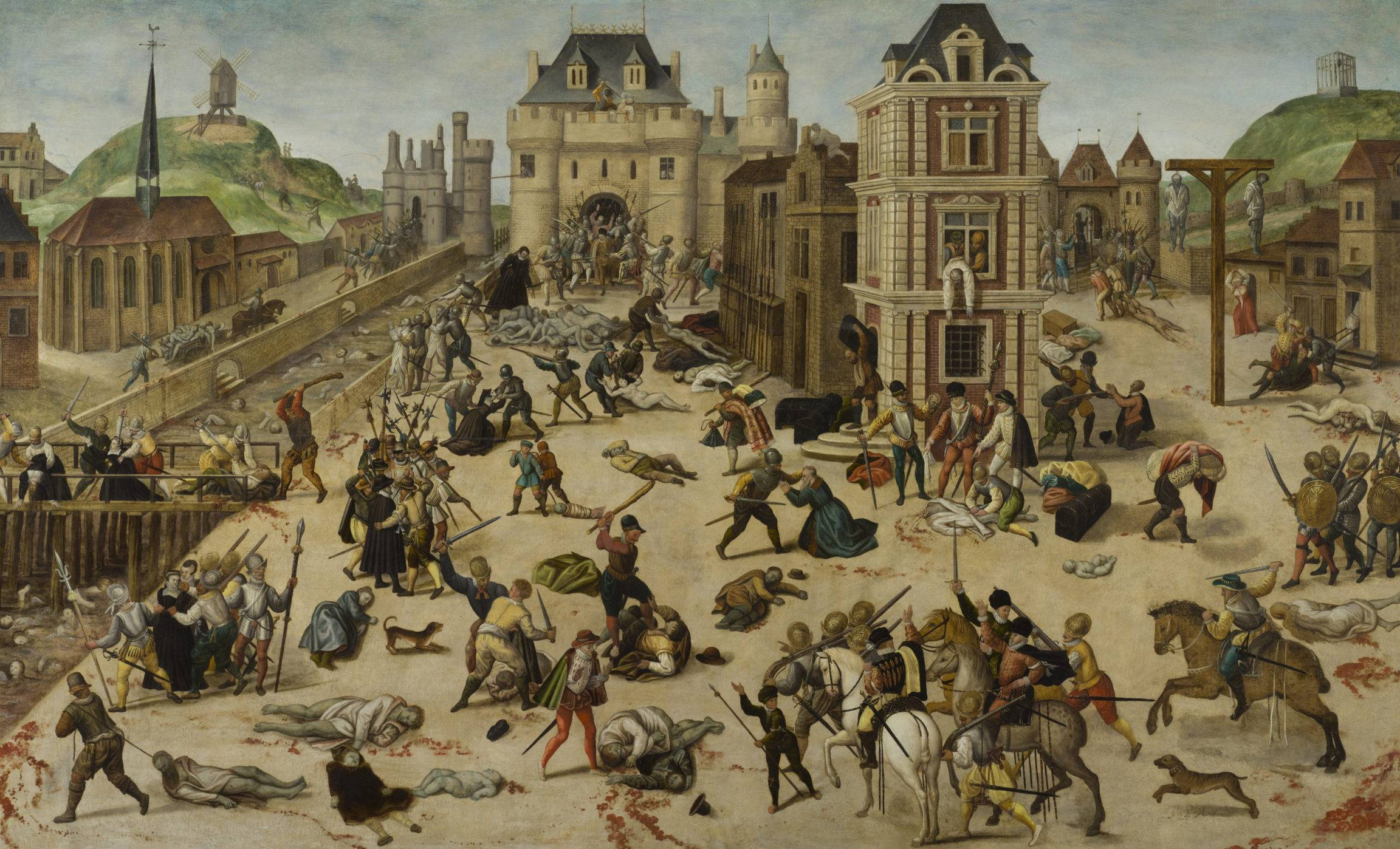
Bartholomäusnacht am 24. August 1572

  - 13. März: Georg von Ghese, Kaufmann, Unterstützer einer evangelischen Gemeinde in Genf, bei einem Besuch in Mailand verbrannt
  - 21. Mai: Antonio Herrezuelo, Advokat in Toro, mit 14 Gefährten beim ersten Autodafé in Valladolid vor 200.000 Zuschauern verbrannt
  - 24. September: Maria de Bohorques, nahm an evangelischen Hausbibelkreisen in Sevilla teil, mit 19 Gefährten erwürgt und verbrannt
- 1560: Luigi Pasquali, Waldenser-Prediger, im Beisein von Papst Pius IV. in Rom öffentlich hingerichtet
- 1568: Leonor de Cisnere, Ehefrau Herrezuelos, widerrief zunächst ihren evangelischen Glauben, bekannte diesen später aber wieder
- 1572: Gaspard II. de Coligny und 3000 Gefährten (Bartholomäusnacht, bekanntestes Pogrom gegen evangelische Christen)
- 1629:
  - 26. März: Johannes Bissendorf, Pastor in Gödringen, nach der Rekatholisierung des Hildesheimer Stiftsgebietes hingerichtet
  - 14. August: Georg Balthasar, Bauer in Tmáň (Tmain) im heutigen Tschechien, reformatorischer Bußprediger, wegen der Austeilung des Abendmahls enthauptet
- 1687: 24 Märtyrer von Eperjes, evangelische Bürger, als angebliche Verschwörer im Zuge der Gegenreformation verstümmelt, enthauptet und gevierteilt
- 1702: Isaak le Febvre, Jurist in Nevers, starb an schlechten Haftbedingungen, kann also auch als Bekenner eingestuft werden, der Fall erregte internationales Aufsehen
- 1728: Alexandre Roussel, Wanderprediger der reformierten Untergrundkirche („Kirche der Wüste“) in den Cevennen, in Montpellier erhängt
- 1746: Matthias Desubas, seiner Verhaftung 1745 folgte das Massaker von Vernoux, 30 Tote, 200 bis 300 Verletzte

### Täuferbewegung

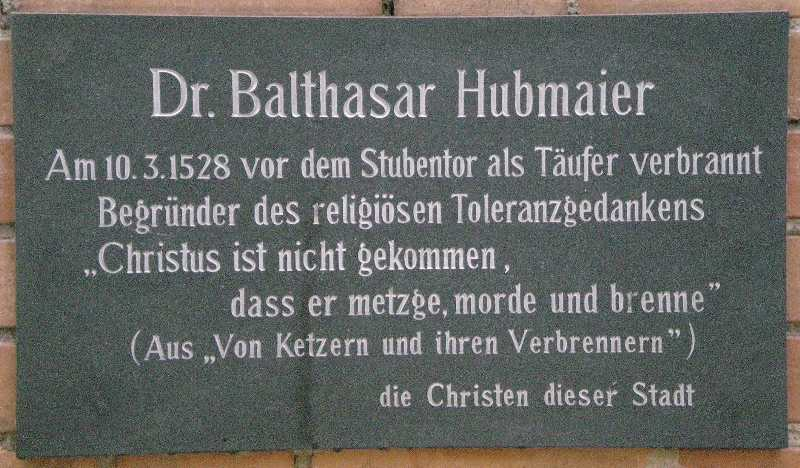
Hubmaier-Gedenktafel

An die 1000 historisch erfasste Täufer, von ihren Gegnern als Wiedertäufer oder Anabaptisten bezeichnet, ließen im 16. und 17. Jahrhundert aufgrund ihrer Glaubensüberzeugungen ihr Leben.
Als einer der ersten Märtyrer der Täuferbewegung gilt Felix Manz, der am 5. Januar 1527 in der Limmat bei Zürich ertränkt wurde. Weitere bekannte Märtyrer waren Balthasar Hubmaier, Jörg Blaurock und Michael Sattler. Der mennonitische Märtyrerspiegel führt etwa 800 täuferische Märtyrer namentlich auf. Das Geschichtbuch der Hutterischen Brüder beschreibt auf rund 670 Seiten viele Einzelschicksale täuferischer Märtyrer. Die Täuferforschung geht davon aus, dass die dokumentierte Opferzahl mindestens verdoppelt werden muss. Aber auch damit ist das ganze Ausmaß der Verfolgungen nicht beschrieben. Täufer wurden ihres Besitzes beraubt, außer Landes verwiesen und in die Sklaverei verkauft. Nur wenige Landesherren gewährten den Täufern – oft nur vorübergehend – Schutz. An den Verfolgungen waren die römisch-katholische Kirche, die lutherische und reformierte Geistlichkeit gleichermaßen beteiligt.
Die rechtliche Grundlage der Täuferverfolgung im 16. und 17. Jahrhundert bildete das sogenannte Wiedertäufermandat, das 1529 auf dem Reichstag zu Speyer beschlossen worden war. Auch das Augsburger Bekenntnis der lutherischen Kirchen legitimierte die Verfolgungen, indem es die Täufer ausdrücklich verurteilt. Der Täuferforscher Wolfgang Krauss spricht im Blick auf das Ausmaß des Martyriums, das die Täufer durchlitten haben, von einem „Ekklesiozid“.
Anlässlich des Täuferjahres 2007 baten Vertreter der reformierten Kirche der Schweiz die Nachfahren der Täuferbewegung um Vergebung. Bei einem Bußgottesdienst in Stuttgart (Juli 2010) legte der Lutherische Weltbund gegenüber Vertretern der reformatorischen Täuferbewegung ein umfassendes Schuldbekenntnis ab.

### 19. Jahrhundert
Das 19. Jahrhundert sah katholische Märtyrer vor allem in der Überseemission von europäischem Kolonialbesitz sowie außerhalb der europäischen Einflusssphäre. Über hundert Märtyrer alleine aus der katholischen Mission in Korea wurden 1984 heiliggesprochen, viele von ihnen waren bei den Verfolgungen von Byeong-in ab 1866 oder aber in Verfolgungen der Jahrzehnte zuvor hingerichtet worden. Sie stehen stellvertretend für tausende von weiteren Katholiken, die im 19. Jahrhundert in Korea starben.

### 20. Jahrhundert

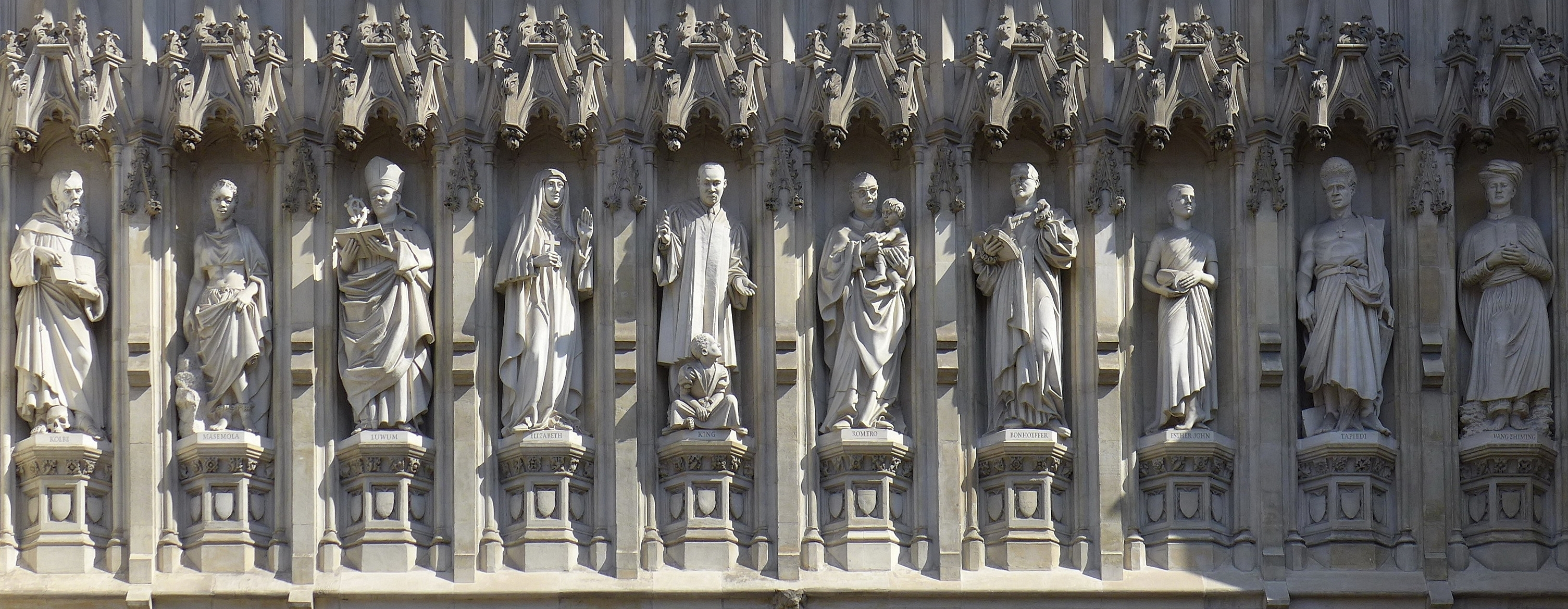
Märtyrer des 20. Jahrhunderts am Westportal der Westminster Abbey in London

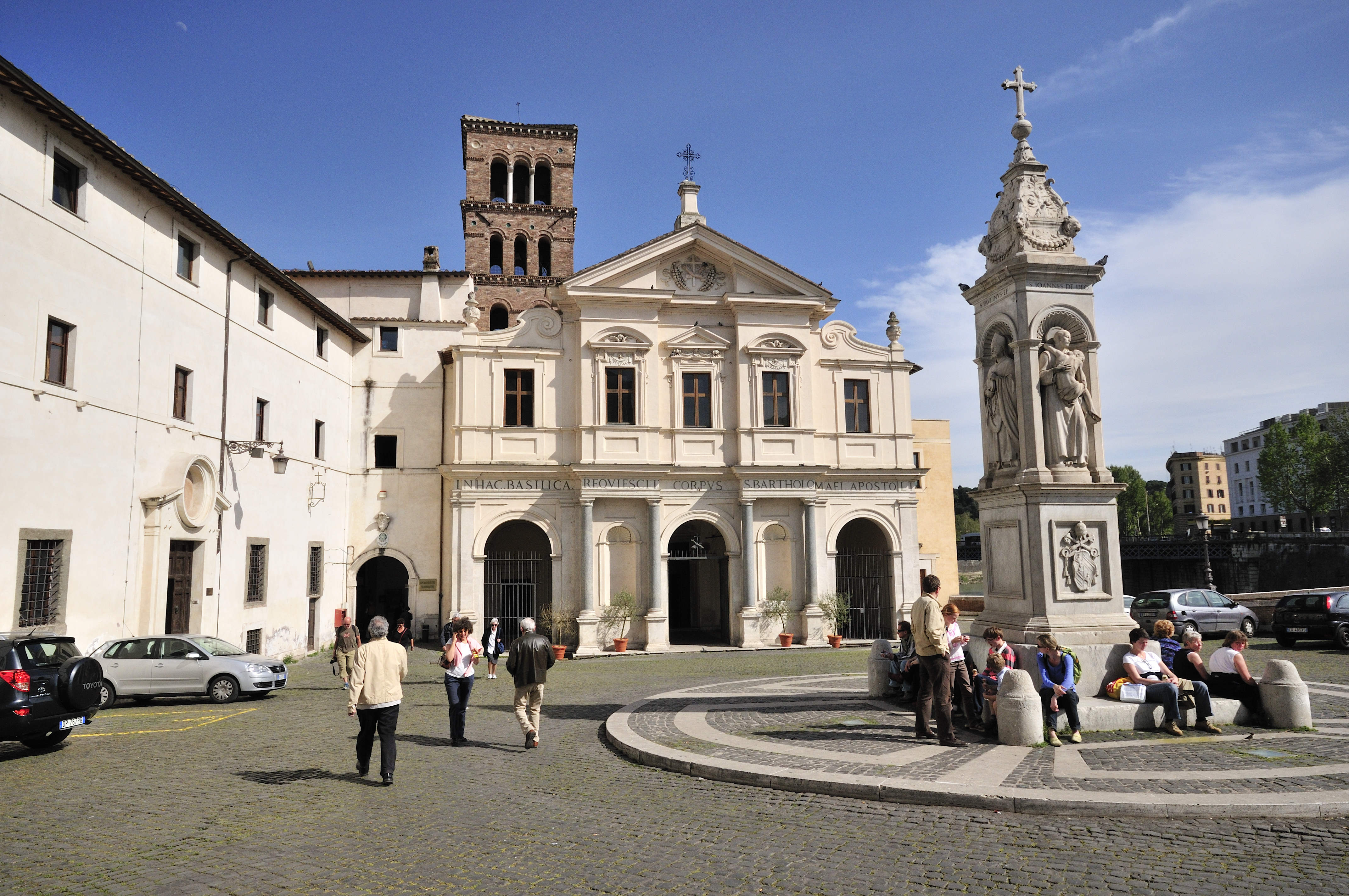
San Bartolomeo all’Isola (Rom): Im Jahr 2002 eingeweihter ökumenischer Erinnerungsort für die Märtyrer des 20. Jahrhunderts

1998 wurde am Westportal der Westminster Abbey in London ein Fries von zehn repräsentativen Märtyrer-Gestalten des 20. Jahrhunderts eingeweiht. Ausgewählt wurden: Elisabeth von Hessen-Darmstadt († 1918), Manche Masemola († 1928), Maximilian Kolbe († 1941), Lucian Tapiedi († 1942), Dietrich Bonhoeffer († 1945), Esther John († 1960), Martin Luther King († 1968), Wang Zhiming († 1973), Janani Luwum († 1977) und Óscar Romero († 1980).
Auf Anregung von Papst Johannes Paul II. ließ die römisch-katholische Kirche ab 1995 in mehreren Ländern Dokumentationen über christliche Blutzeugen des 20. Jahrhunderts erstellen, um deren Zeugnis nicht in Vergessenheit geraten zu lassen. Die päpstliche Kommission für neue Märtyrer registrierte im Jahr 2000 auf der Grundlage der eingegangenen Meldungen 12.692 Märtyrer des 20. Jahrhunderts (2351 Laien, 5343 Diözesanpriester bzw. Seminaristen, 4872 Ordensleute und 126 Bischöfe).1999 erschien die erste Auflage des Deutschen Martyrologiums des 20. Jahrhunderts, 2024 die achte aktualisierte und überarbeitete Auflage. Das Deutsche Martyrologium verzeichnet Lebensbilder von nahezu 1.000 römisch-katholischen Glaubenszeugen. Über 160 Fachleute haben an seiner Entstehung mitgewirkt.
Der Märtyrer wurde im Jubeljahr 2000 in einem ökumenischen Gottesdienst im Kolosseum in Rom unter Vorsitz des Papstes gedacht. Auf Wunsch von Johannes Paul II. wurde die Basilika San Bartolomeo all’Isola in Rom zum ständigen Gedenkort der neuen Märtyrer. Auf der dort ausgestellten Ikone der neuen Märtyrer sind einige repräsentative Märtyrer des 20. Jahrhunderts zu sehen, darunter Paul Schneider und Maximilian Kolbe.
Der polnische Priester Jerzy Popiełuszko wurde 1984 wegen seiner Unterstützung der Solidarność ermordet und 2010 als Märtyrer seliggesprochen, achtunddreißig Märtyrer von Albanien, die als Verfolgte des kommunistischen Systems ums Leben kamen, wurden am 5. November 2016 in Shkodra seliggesprochen.
Die Evangelische Kirche in Deutschland (EKD) hat im März 2006 die Ergebnisse eines Forschungsprojekts über Martyrien des 20. Jahrhunderts vorgestellt. Die Publikation zu diesem Projekt stellt theologische und historische Aspekte der Thematik dar und enthält eine Dokumentation von 499 Einzelschicksalen aus dem Bereich des deutschsprachigen evangelischen Christentums.
Auch Angehörige der Bibelforscherbewegung, insbesondere der Zeugen Jehovas, haben unter anderem während der Zeit des Nationalsozialismus das Martyrium erlitten. Sie stellen nach Ansicht von Johannes Hartlapp „die mit Abstand größte Gruppe der religiösen Märtyrer in der Zeit des Nationalsozialismus“ dar, wobei die ermordeten Juden nicht berücksichtigt sind.

### Gegenwart
Auch heute erleiden Christen um ihres Glaubens willen in vielen Ländern das Martyrium. Das evangelikal geprägte Missionswerk Open Doors schätzt, dass rund 260 Millionen Christen „einem hohen bis extremen Maß von Verfolgung ausgesetzt“ sind. Zum enormen Ausmaß der gegenwärtigen Unterdrückung, Bedrohung und Verfolgung von Christen siehe: Christenverfolgung#Gegenwart.

## Islam
Der Islam verwendet, wie auch die Christen der Region, das arabische Wort Schahīd (šahīd, pl. šuhadāʾ). Es ist von der Wortwurzel šahada ‚zeugen‘, ‚Zeugnis ablegen‘, ‚bezeugen‘, abgeleitet und hat die gleiche Grundbedeutung ‚Zeuge‘, ‚Blutzeuge‘ wie das griechische Wort, von dem der Begriff Märtyrer abgeleitet ist. Auch der Begriff Schahāda, der das islamische Glaubensbekenntnis bezeichnet, hängt damit zusammen.
Der Koran verheißt denjenigen, die „auf dem Wege Gottes“ (arabisch في سبيل الله / fī sabīli Llāh) sterben, reiche Belohnung im Jenseits. So würden für den Opfertod alle Sünden vergeben.
Der islamischen Rechtswissenschaft (Fiqh) nach gibt es drei Kategorien von Märtyrern:
- Muslime, die im Krieg oder bei einem Überfall sterben[26]
- Muslime, die beim Schutz ihres Eigentums, ihres Lebens oder ihres Gewissens sterben oder beim Versuch, andere Muslime oder unter dem Schutz der Muslime stehende Nicht-Muslime zu verteidigen
- Muslime, die an den Folgen des Kampfes, beim Gebären, durch Ertrinken, durch Verbrennungen, durch Unfälle, beim Erlernen einer Wissenschaft oder zu Unrecht beim Handel umkommen[27]

Für Märtyrer gelten im Islam spezielle Begräbnisriten. Der Körper des Märtyrers darf nicht gewaschen werden und wird mit seiner Kleidung und in seinem Blut begraben, da er durch sein Ableben als rein gilt (ihm bleibt auch die Todeszwischenphase Barzach erspart, sodass er nach seinem Tod direkt ins Paradies eingeht). Diese Bestimmung stützt sich auf eine Tradition, die auf die Zeit des Propheten Mohammed zurückgeht. Bei der Schlacht von Uhud soll er die gefallenen Kämpfer an der Stelle, an der sie gefallen waren, begraben haben, ohne ihren Leichnam zu waschen. Die Waffen müssen dem Märtyrer beim Begräbnis jedoch abgenommen werden.
In einigen Aspekten unterscheidet sich das Märtyrertum des schiitischen vom sunnitischen Islam. Während in der sunnitischen Tradition das Martyrium positiv behaftet ist und als ein Akt des Sieges angesehen wird, bringt der schiitische Islam das Konzept vorrangig in einen Kontext der Trauer. Diese unterschiedliche Sichtweise fußt auf der Rezeption und der institutionalisierten Trauer insbesondere um den Tod al-Husain ibn ʿAlīs in der Schlacht von Kerbela. So, wie das schiitische Dschihadkonzept sich auf den Kampf gegen nicht-schiitische Muslime fokussiert, wird im schiitischen Islam insbesondere der im Kampf gegen nicht-schiitische Muslime Gefallenen gedacht.
Im Jahr 2015 zählte ein Team der Georgia State University 89 Fälle von Märtyrern unter 18 Jahren aus der Propaganda des Islamischen Staats.

## Judentum
Das Märtyrertum im Judentum beruht auf dem Konzept der Heiligung des Gottesnamens, dem Kiddusch HaSchem, ein Begriff, der in der Bibel noch nicht erwähnt wird. Er bildete sich während der Judenverfolgungen unter dem römischen Kaiser Hadrian heraus und bezeichnet das Festhalten am jüdischen Glauben durch Martyrium bis hin zum Suizid bei drohender Zwangskonversion und durch Gebet und Lebensführung. Als erstes im jüdischen Schrifttum erwähntes Martyrium gilt die Bindung Isaaks. Außerdem wird berichtet, dass die Priester bei der Zerstörung des Ersten Tempels die Tempelschlüssel dem Himmel übergeben und dann in den Tod springen.

## Bahaitum
Aus Sicht des Bahaitums bedeutet der Märtyrertod, „das Leben auf dem Pfade Gottes hingeben, wenn es die Umstände erfordern“. Der Märtyrertod wird als große Gnade betrachtet, wenn er einen ohne eigenes Verschulden trifft. Bahai glauben, dass der Tod von gottgewollten Märtyrern spirituelle Kräfte freisetze, die zur Entwicklung ihres Glaubens beitragen. Der gläubige Bahai darf den Märtyrertod nicht provozieren, sondern soll sich in sein gottgewolltes Schicksal fügen. Solche werden von einigen Bahai-Autoren als ‚natürliche Märtyrer‘ (natural martyrs) bezeichnet (wie Stephanus, Ḥamza oder Sulaymán Khán) – in Abgrenzung zu den ‚selbst auferlegten‘ (self-imposed martyrs), die ihre Tötung provozieren.
Baha’ullah hat seine Anhänger ermahnt, das Martyrium nicht zu suchen. Nach seinem Geheiß sollen die Gläubigen leben, um den Glauben zu lehren; er setzt Gottes Lohn für das Lehren dem Lohn für das Martyrium gleich. Daher werden europäische Gläubige aus der Anfangszeit des Glaubens, wie Keith Ransom Kehler oder der deutsche Adam Benke, wegen ihrer aufopferungsvollen Lebensweise als „Märtyrer“ bezeichnet. Hier ergeben sich Anknüpfungspunkte an Gregor den Großen, der in seinen Homilien über die Evangelien das Vorleben des Glaubens, zum Beispiel die Feindesliebe, als „das tief im Herzen verborgene Martyrium“ bezeichnet und es dem Martyrium „in der Öffentlichkeit“ gegenüberstellt.
Die Zahl der Märtyrer beträgt nach Darstellung der Bahai-Schriften etwa 20.000 bezifferte Babi und Bahai, besonders zu Beginn der Bewegung. Zu den bekanntesten zählen Badi’, Ruhulláh, Varqá, Quddus, Mullah Husayn und nicht zuletzt der Bāb und als ein gegenwärtigeres Beispiel Mona Mahmudnizhad.
Eine besondere Rolle spielt das Leiden der Manifestationen Gottes als Märtyrer, da sie trotz Widerstands der Menschen den Glauben Gottes verkünden, dafür das Martyrium erlitten und durch ihren Märtyrertod den Fortbestand der Welt gesichert haben. Als herausragende Beispiele werden Jesus Christus und der Bāb genannt.